# Monastère de Ngor Éwam Chöden
Le monastère de Ngor ou Ngor Éwam Chöden (en tibétain : ངོར་ཨེ་ཝམ་ཆོས་ལྡན་, Wylie : ngor e wam chos ldan, THL : ngor é wam chöden, chinois : 鄂尔艾旺却丹寺 ; pinyin : èěràiwàng quèdān sì), fondé en 1429 par Ngorchen Kunga Zangpo, est le monastère fondateur et le siège de la tradition Ngor, l'une des trois branches de l'école sakyapa du bouddhisme tibétain.
Le monastère ou gompa est situé à dans l'ancienne province tibétaine de l'Ü-Tsang, à environ vingt kilomètres au sud-ouest du centre urbain de l'actuelle ville-préfecture de Shigatsé, dans la région autonome du Tibet en République populaire de Chine.
Le monastère de Ngor a été détruit dans les années 1960, pendant la révolution culturelle (1966 — 1976), en 1983, des fonds spéciaux ont été dégagés par l'état pour que se poursuive l'activité monacale bouddhiste dans la région. Un temple portant le même nom a été refondé en Inde à Dehra Dun.